# Mercedes Ruibal
Mercedes Ruibal Argibay (San Andrés de Xeve, 1928-Madrid, 12 de abril de 2003) fue una pintora española.

## Biografía
Mercedes Ruibal nació en la pontevedresa parroquia de San Andrés de Xeve en el seno de una familia con vocación artística: su padre, José Ruibal Castro, aunque secretario municipal de profesión, era escritor y su madre, Aurora Garibay Iglesias, más conocida por Yoya Garibay, se volcó en la pintura de estilo naif pasados los setenta años, realizó exposiciones por España y recibió algunos premios; su hermano, José, fue dramaturgo y su hermana, Ángeles, es cantante.
El mismo año que finalizó la Guerra Civil, la familia —de ideas republicanas— debió emigrar a Argentina. Allí pasó Mercedes Ruibal casi veinte años y allí expuso por vez primera en Buenos Aires (1956). Regresó a España en 1958 y un año más tarde se casó con el también pintor, además de arquitecto y autor, Agustín Pérez Bellas.
Se le ha considerado una pintora expresionista y representante de la nueva figuración, influenciada en sus inicios por Laxeiro, pintor exiliado también en Argentina, y por Georges Rouault. Ruibal se encuentra enmarcada dentro de la generación de artistas gallegos que impulsaron la renovación artística durante los años cincuenta y sesenta del siglo XX, entre los que se incluían María Antonia Dans, Elena Gago, José María de Labra, Luis Caruncho, Victoria de la Fuente, Lago Rivera, Tenreiro o Alejandro González Pascual. Se señala en su obra un expresionismo ingenuo, primitivo y lírico con ocasionales rasgos de crítica social y política. Además de en colecciones privadas, sus obras su pueden contemplar en museos de Chile y Nicaragua, así como en distintos museos de Galicia y en el de Arte Contemporáneo de Madrid.